# Nageur de combat
 (juillet 2019).
Si vous disposez d'ouvrages ou d'articles de référence ou si vous connaissez des sites web de qualité traitant du thème abordé ici, merci de compléter l'article en donnant les références utiles à sa vérifiabilité et en les liant à la section « Notes et références ».

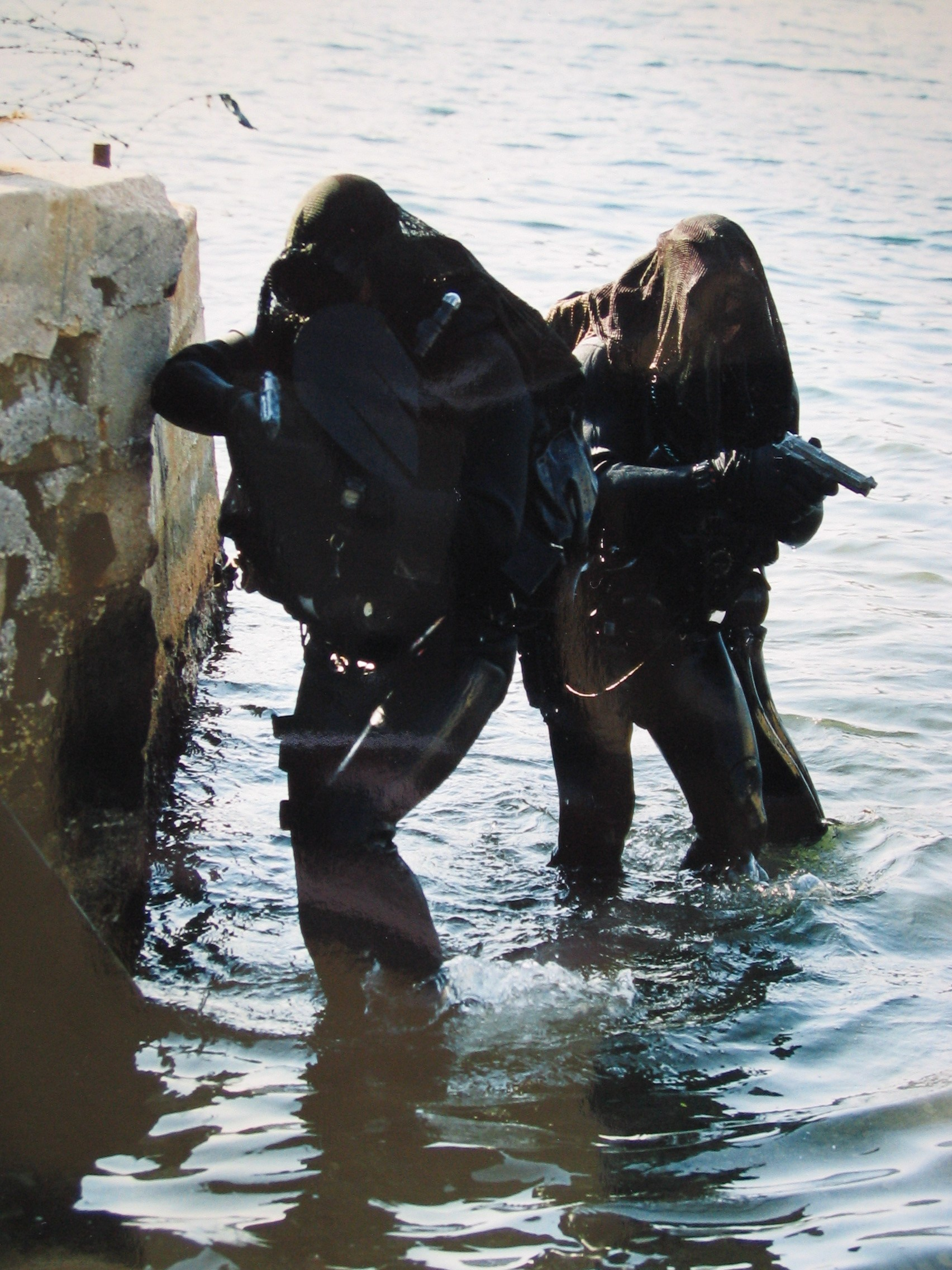
Nageurs de combat du commando Hubert (France) en exercice de déploiement amphibie.

Un nageur de combat ou plongeur de combat ou parfois homme-grenouille est un plongeur militaire des forces spéciales ou de régiments conventionnels entrainé pour des missions de plongée sous-marine sous fortes contraintes tactiques ou offensives incluant le combat.

## Types de missions
Le terme « nageur de combat » se réfère spécifiquement à des missions offensives ou de combat. À l'inverse, un plongeur militaire peut être entraîné pour d'autres types de missions, comme le sauvetage, les travaux sous-marins (réparation, génie) ou le déminage.
Les missions offensives du nageur de combat comprennent notamment :
- les assauts amphibies où le nageur de combat est capable d'aborder de manière discrète une côte ou un bateau ;
- le sabotage : notamment le dépôt de mine sur des bateaux ;
- la reconnaissance des côtes ou l'exploration des fonds de manière clandestine.

## Historique

### Première Guerre mondiale
Le 1er novembre 1918, le major Rosetti et le lieutenant Paolucci de l'armée italienne coulent le SMS Viribus Unitis de la marine austro-hongroise dans le port de Pola (en Croatie dépendant alors de l'Autriche-Hongrie) avec un propulseur de plongée Mignatta (it) actionné par de l'air comprimé.

### Seconde Guerre mondiale

#### Italie

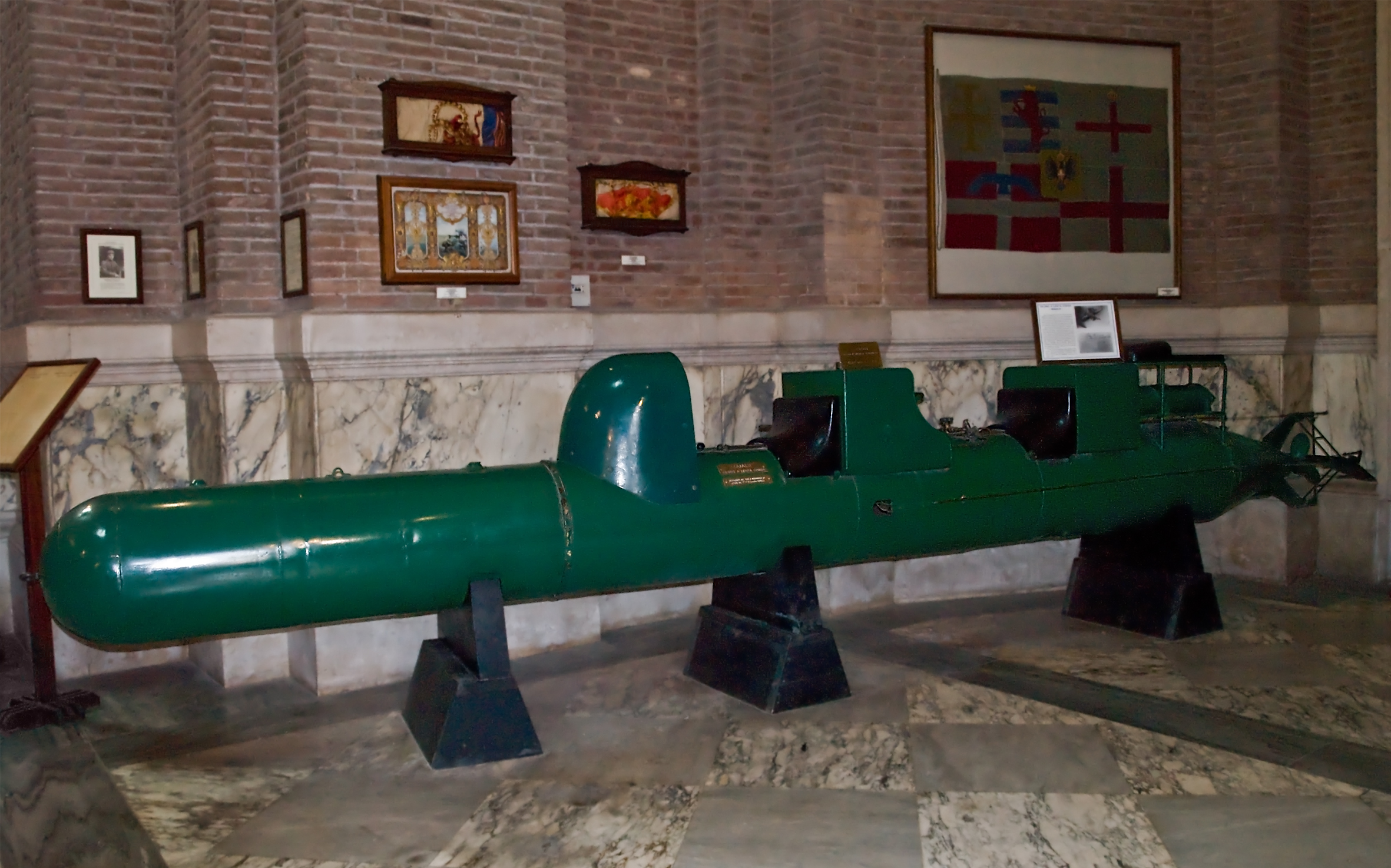
Un SLC, ou maiale, avec ses deux places pour nageurs de combat.

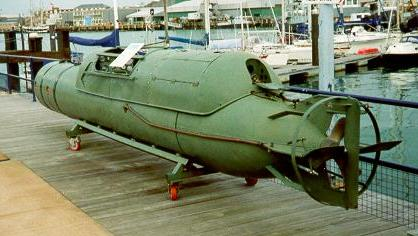
Maiale italien.

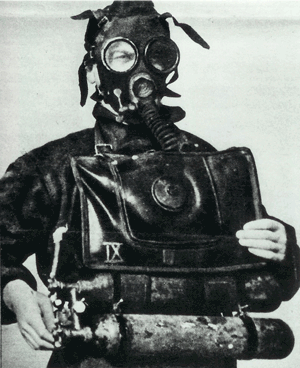
Nageur de combat italien du groupe Gamma.

En 1936, deux jeunes ingénieurs, Tesei et Toschi, officiers de la Regia Marina améliorent l'engin du major Rosetti. La démonstration s'avère convaincante et la construction de quelques engins est autorisée. Ils reçoivent le nom officiel de Siluro a Lenta Corsa (SLC) mais seront surnommés par la suite maiale (cochon). Ce surnom vient du fait que lors d'une plongée d'essai, l'engin, qui avait à bord l'un de ses perfectionneurs et un ingénieur des services de la marine, ayant des difficultés à conserver son cap de plongée, échappa à son pilote, et celui-ci, très contrarié lors du retour à la surface, prononça ces mots : « Ce cochon m'a encore échappé » ce qui en italien se dit : « Questo maiale mi è ancora scappato ». Il s'agit, en fait, d'une torpille de 6,7 m de long et 53 cm de diamètre propulsée par un moteur électrique, chevauchée par deux nageurs de combat équipés d'appareils respiratoires à oxygène. La vitesse maximale est de 3 nœuds (5,5 km/h) et le rayon d'action est de 15 milles (28 km). La tête détachable contient 250 kg d'explosif ; elle est accrochée sous le navire à couler. Le « maiale », sans sa tête, assure le transport retour des deux hommes.
Lors de la déclaration de guerre, l'Italie ouvre le recrutement de nageurs de combat et une école est installée à San Leopoldo. Après quelques tâtonnements, on crée la 10e flottille légère, basée à La Spezia et composée de :
- la division sous-marine comprenant les propulseurs et le groupe Gamma (nageurs de combat) ;
- la division surface avec des « barchini » (bateaux d'assaut chargés d'explosif, lancés sur l'objectif par leur pilote qui s'éjecte).

La flottille devient célèbre sous le nom de Xe Flottiglia MAS. Ce sont les initiales de « Motobarca Armata SNAV », les bateaux d'assaut utilisés par les Italiens pendant la Première Guerre mondiale. Ce sont aussi celles de la devise de l'unité empruntée à D'Annunzio : « Memento audere semper » (Souviens-toi d'oser toujours).
Le commandement de la flottille est assuré par Ernesto Forza et plus tard par le prince Valerio Borghese. Ce dernier, officier dans l'arme sous-marine, fut séduit très tôt par le concept. Il commande le sous-marin Scirè qui a été spécialement aménagé pour transporter des nageurs de combat et leurs « maiale ».
Au cours de la guerre, l'unité mène diverses opérations dans la Méditerranée :
Opérations à Gibraltar
- En octobre 1940, le Scirè dépose trois équipes de deux hommes avec « maiale » mais l'opération échoue à la suite de pannes mécaniques. Deux équipes sont récupérées par des agents en Espagne mais l'une est capturée par les Britanniques.
- Le 10 septembre 1941, le Scirè dépose à nouveau trois équipes qui parviennent cette fois à couler trois navires : le Fiona Shell (2 500 tonnes), le Durham (11 000 tonnes) et le Denby Dole (16 000 tonnes).
- De juillet 1942 à septembre 1943, le cargo italien Olterra échoué, près de Gibraltar, à Algésiras (Espagne), sert de base de départ aux nageurs de combat. Une ouverture sous le niveau de l'eau permet aux « maiale » d'effectuer leurs sorties et rentrées. De nombreux navires sont coulés lors de plusieurs sorties. Les Britanniques n'apprendront la ruse qu'en septembre 43, après la reddition de l'Italie.

Opérations à Malte
Le port de La Valette à Malte fait l'objet de plusieurs tentatives d'attaque en 1941, notamment le 26 juillet.
Opérations en Crète
Un raid de six vedettes suicides, bourrées d’explosifs, contre des navires britanniques eut lieu en Crète dans la baie de La Sude le 26 mars 1941. Bilan des pertes britanniques : un croiseur et un pétrolier très sévèrement endommagés et trois autres navires également touchés.
Opérations à Alexandrie
Plusieurs raids de nageurs de combat italiens ont été menés contre la base navale britannique d'Alexandrie. Après plusieurs échecs, une nouvelle attaque est lancée le 18 décembre 1941. Trois « maiali » sont mis en place à 10 km du port par le sous-marin Scirè commandé par Borghese. Ils attaquent les HMS Queen Elizabeth et le HMS Valiant et un pétrolier complètement chargé. Le lieutenant de vaisseau Luigi Durand de la Penne qui chevauche le cochon de tête mène l'opération. Des filets protègent l'accès au port mais, quand les Britanniques les ouvrent pour laisser passer trois de leurs destroyers, les Italiens profitent de cette chance inouïe pour s'infiltrer. Après avoir placé sa charge avec de nombreuses difficultés, de la Penne et son coéquipier doivent faire surface et sont capturés. Interrogés, ils refusent de parler. De la Penne constate qu'il est enfermé dans la soute du HMS Valiant au-dessus de l'endroit où la bombe va exploser. Quinze minutes avant l'explosion, il demande à parler au capitaine britannique, l'informe de l'explosion imminente mais refuse de donner d'autres informations. Il est ramené dans la cale. Miraculeusement, il n'est pas tué par l'explosion. Il est heureux de constater que la charge placée sur le HMS Queen Elisabeth par la deuxième équipe explose également. Cette équipe sera également capturée.
Autres
Avec l'amiral Dönitz, Valerio Borghese imaginera d'attaquer New York avec des sous-marins de poche (type CA de 12 T) pilotés par des nageurs de combat.

#### Allemagne
Depuis 1942, Wurzian, plongeur amateur, teste des appareils respiratoires pour l'armée allemande.
En 1943, le grand amiral Dönitz charge le vice-amiral Hellmuth Heye de créer une unité spéciale. On lui donne le nom de Kleinkampf Mittel Verband mais elle est plus connue sous le nom de Force K. L'entraînement des premiers éléments, dont von Wurzian, est confié aux Italiens qui ont déjà acquis une belle expérience. Les premiers éléments sont opérationnels à partir de juin 1944. Trois MEK (Marine Einsatz Kommando) sont créés comprenant chacun 1 officier et 22 hommes.
Les Allemands mettent au point le canot explosif Linse. Il s'agit d'un bateau rapide et silencieux portant 300 kg d'explosif. Le pilote dirige l'engin puis saute à l'eau et est recueilli par un autre bateau.
Ils développent également un propulseur sous-marin copié sur celui des Britanniques qui était copié sur celui des Italiens. Curieusement, les Italiens n'ont jamais transmis aux Allemands les plans de leur « Maiale ».
Finalement, les Allemands créent le Neger, une torpille monoplace naviguant en affleurement à la vitesse de 4 nœuds et lançant une torpille portée en dessous. C'est toutefois dans la création de véritables sous-marins de poche (mono et biplace) que les Allemands se montreront les plus astucieux.
Attaques dans la Manche et l'Escaut
En juillet 1944, plusieurs attaques par Neger ont lieu au départ de Villers-sur-Mer. Le 6 juin, ils n'étaient pas prêts ! Les résultats assez moyens comportent la destruction du croiseur Dragon et du destroyer Isis. Des attaques par bateaux d'assaut dans l'embouchure de l'Orne coulent 12 bateaux.
En 1945, des attaques ont lieu dans la Manche au départ de Fécamp et, plus tard, dans l'Escaut à partir de Rotterdam.
Les sous-marins de poche furent également utilisés pour ravitailler la garnison de Dunkerque encerclée.
Les ponts de l'Orne
Le 23 juin 1944, les nageurs de combat parviennent à faire sauter deux ponts sur l'Orne grâce à deux torpilles de 800 kg.
L'écluse principale d'Anvers
Le 16 septembre 1944, deux équipes de 5 hommes quittent Rotterdam sur deux bateaux d'assaut. Lorsque la progression est arrêtée par des filets de protection, les équipes continuent à la nage ; chacune remorquant une torpille de 1 t d'explosif. Une équipe parviendra à poser sa torpille et l'écluse d'Anvers sera hors d'usage pendant une période de 3 mois.
Les ponts de Nimègue et du Moerdijk
Le pont route et le pont rail de Nimègue et du Moerdijk étaient tombés intacts aux mains des Britanniques qui y avaient installé immédiatement une forte défense anti-aérienne. Dans la nuit du 28 au 29 septembre 1944, trois groupes de quatre hommes sont mis à l'eau à 10 km en amont des ponts. Ils devaient placer des charges sous les ponts et ensuite continuer avec le courant pour rentrer dans les lignes 24 km plus loin. Le pont rail sauta ; le pont route ne fut que faiblement endommagé car la mine avait été mal placée. Sur les 12 hommes, 3 furent tués, 7 prisonniers et 2 parvinrent à rentrer dans les lignes.
Opérations en Italie
De nombreux raids furent exécutés par le MEK 71 stationné en Yougoslavie sur des objectifs en Italie libérée. L'approche était réalisée en kayaks biplaces.
Opérations sur le front de l'Est
Des opérations ont été menées sur le front de l'Est : sur la Vistule en décembre 1944 et sur l'Oder en février 1945.
Opérations en projet
Les Allemands avaient imaginé de s'attaquer à PLUTO, le pipe-line qui reliait la Grande-Bretagne à la France. Le premier plan consistait à le détruire, cependant on pensa par la suite qu'il serait plus efficace d'en contaminer l'essence avec un produit qui abîmerait les moteurs des véhicules.
Il fut également imaginé de couler des bateaux dans le canal de Suez pour le bloquer.

#### Royaume-Uni

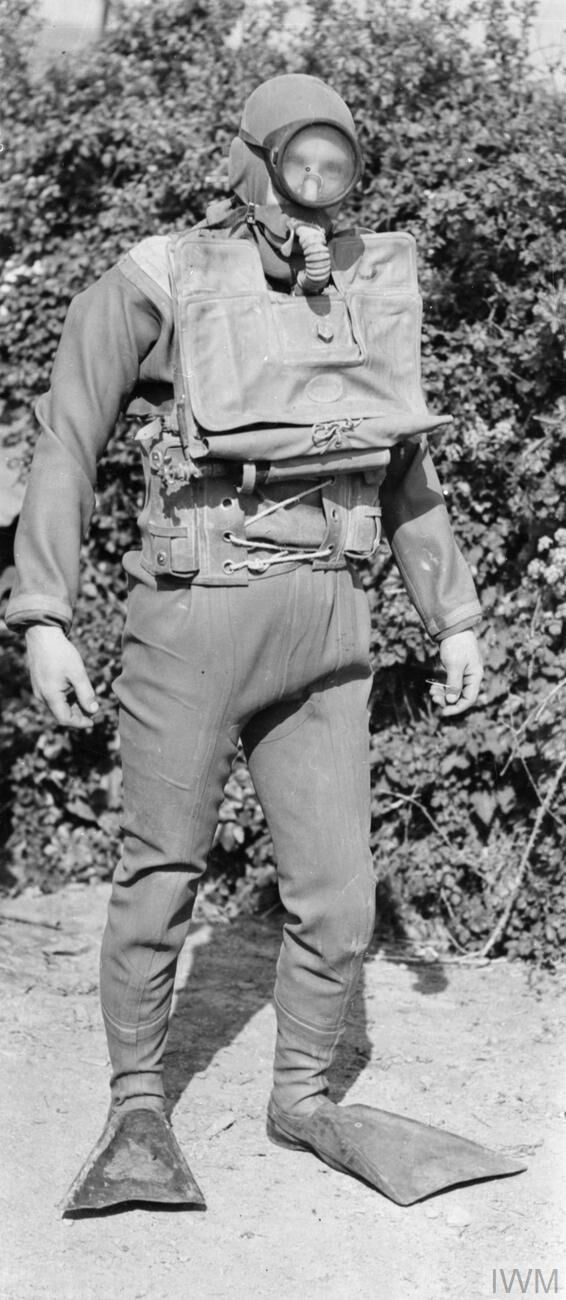
Nageur de combat britannique en 1945.

En janvier 1942, à la suite des succès des nageurs de combat italiens, Churchill incite la Royal Navy à étudier ce concept. Trois types de nageurs de combat seront utilisés par les Britanniques dans la « Special Boat Section » (renommée en 1977 « Special Boat Squadron » et en 1987 Special Boat Service) :
- des équipages de torpilles copiées sur celles des Italiens que les Britanniques appellent Chariot ;
- des plongeurs chargés de la démolition d'obstacles en mer avant les débarquements : « clearance divers » ;
- des SBS (Special Boat Section) : plongeurs équipés de kayaks.

Opérations en Gironde
Le 7 décembre 1942, après la tombée de la nuit, 10 nageurs de combat britanniques quittent un sous-marin à bord de 5 kayaks biplace. L'opération Frankton vient de débuter. Ces hommes doivent remonter la Gironde. L'objectif est de saboter des navires dans le port de Bordeaux en plaçant des charges explosives sous la ligne de flottaison. La nuit du 11 au 12 décembre, deux bateaux seront coulés et trois sérieusement endommagés. Malheureusement, seuls 2 hommes parviendront à rejoindre le Royaume-Uni. Les autres seront soit pris directement, soit dénoncés par des Français et finalement fusillés par les Allemands.
Opérations en Méditerranée
Plusieurs opérations auront lieu en Méditerranée. Le 3 janvier 1943, des nageurs de combat sur leurs « chariots » coulent le croiseur italien Ulpio Traiano et plusieurs autres bateaux près de Palerme en Sicile.
Opérations en Normandie
Des « chariots » sont utilisés pour effectuer des reconnaissances des fonds marins devant les futures plages de débarquement de Normandie. Le jour J, des nageurs de combat démolissent de nombreux obstacles sous-marins avant l'arrivée des troupes.
Nettoyage des ports
Pour nettoyer les ports de leurs mines et de leurs épaves, les nageurs de combat utiliseront souvent leurs « chariots »
Opérations dans le Pacifique
En Australie, est créée la Z Special Unit (en) qui effectuera 81 missions.

#### États-Unis
Pendant la Seconde Guerre mondiale, les États-Unis créent diverses unités orientées essentiellement sur la reconnaissance (Scouts and Raiders) et la destruction des obstacles de plage (Naval Combat Demolition Units et Underwater Demolition Teams). La Maritime Unit (MU) de l'Office of Strategic Services (OSS) sera cependant la seule à mettre au point de véritables techniques de nageurs de combat, qui seront transférées aux UDT après la fin de la guerre.

### Après la Seconde Guerre mondiale
Guerre civile en Palestine mandataire
En 1947, le Secret Intelligence Service (SIS ou « MI6 ») britannique met sur pied l'opération Embarrass, envoyant des équipes en France et en Italie pour saboter des navires suspectés de prendre part à l'immigration illégale juive en Palestine. Des attaques sont faites sur cinq navires dans des ports italiens, aboutissant à un navire totalement perdu et deux autres endommagés.
Le 10 avril 1948, le navire SS Lino chargé d'armes à destination d'un pays arabe est saboté dans le port italien de Bari par des nageurs de combat sionistes du 4e bataillon du Palmah,.
Guerre d'Algérie
Pendant la guerre d'Algérie, les nageurs de combat du service de documentation extérieure et de contre-espionnage (SDECE) coulent en Afrique du Nord et en Europe plusieurs navires transportant des armes destinées aux rebelles algériens.
Opération Mongoose
Le 23 décembre 1963, dix Cubains anti-castristes formés par la Central Intelligence Agency (CIA) attaquent quatre vedettes lance-missiles classe Komar ancrées à l'île des Pins. La CIA estime en avoir coulé trois, les médias cubains parlent seulement d'un navire partiellement détruit.
Guerre du Viêt Nam
Plusieurs opérations secrètes de nageurs de combat sont tentées contre le Viêt Nam du Nord par la CIA puis par le MACV/SOG de 1962 à 1964.
De son côté, le Front national de libération (« Viêt Cong ») lancera des opérations de sabotages de nombreux navires américains au cours du conflit : USNS Card, SS Baton Rouge Victory, drague Jamaica Bay, barge YRBM-16, navire de débarquement USS Westchester County, etc.
Conflits israélo-arabes
Lors de la guerre des Six Jours, six nageurs de la Shayetet 13 sont capturés lors d'une opération qui visait à saboter les navires égyptiens mouillant dans le port d'Alexandrie.
Pendant la guerre d'usure, en septembre 1969, les nageurs de combat israéliens de la Shayetet 13 piègent deux vedettes égyptiennes dans le port de Ras Sadat en préparatifs à un raid de grande envergure, l'opération Raviv (en). Sur le chemin du retour, un des mini-sous-marins explose, probablement à cause de l'activation accidentelle de son dispositif d'auto-destruction, tuant trois nageurs israéliens.
Pendant la guerre du Kippour, des nageurs de la Shayetet 13 minent des navires dans les bases de Port Said et d'Ardaka.
Action clandestine française contre Kadhafi
Dans la nuit du 28 au 29 octobre 1980, deux nageurs de combat du SDECE opérant d'un yacht piègent la frégate libyenne Dat Assawari alors en modernisation aux Cantieri Navali Riuniti à Gênes. L'explosion provoque un trou de trois mètres dans la quille, mais le navire n'a pas coulé parce que les cloisons des compartiments ont tenu. La frégate sera réparée en octobre 1983,.
Affaire du Rainbow Warrior
Le 10 juillet 1985, deux nageurs de combat de la direction générale de la Sécurité extérieure (DGSE), les services secrets français, sabotent le navire Rainbow Warrior de l'ONG Greenpeace dans le port néo-zélandais d'Auckland. Le navire coule dans le port, faisant un mort.
Sabotage en Italie
En janvier 1986, les deux hydrofoils Svalan et Tarnan battant pavillon chypriote et amarrés à Messine (Italie) sont détruits par une action de nageurs de combat. Ce serait l’œuvre du Mossad, qui aurait estimé que la compagnie détenant ces navires était un paravent de l'organisation de libération de la Palestine.
Conflit d'Afrique australe
En juin 1986, des nageurs de combat du 4 Reconnaissance Regiment (4RR) sud-africain piègent plusieurs navires dans le porte de Namibe en Angola. Le cargo cubain Habana chavire, les navires soviétiques Kapitan Vislobokov et Kapitan Chirkov sont endommagés. L'URSS y envoie le détachement de PDSS ("défense contre les nageurs et matériels de sabotage") de la flotte de la mer Noire pour participer au sauvetage et à la sécurité.
Invasion du Panama par les États-Unis
Dans les premières heures de l'invasion, le 20 décembre 1989, deux binômes des SEAL coulent le patrouilleur Presidente Porras de la marine panaméenne dans le port de Balboa pour empêcher une éventuelle fuite du général Noriega par la mer.
Lutte contre la piraterie autour de la Corne de l'Afrique
À l'automne 2011, deux binômes de nageurs de combat de l'infanterie de marine néerlandaises de la Task Force Barracuda endommagent à l'explosif deux bateaux-mères pirates somaliens.

## Matériels spécifiques

### Appareil respiratoire à circuit fermé
Pour s'infiltrer sous l'eau sans être repérés, les nageurs de combat utilisent des appareils respiratoires à circuit fermé, un des divers types de recycleurs.
Ces appareils ne génèrent pas de bulles repérables en surface. Ils emploient de l'oxygène pur. Le gaz expiré par le plongeur est récupéré en totalité, et passe à travers un filtre de chaux sodée afin d'absorber le gaz carbonique produit par le plongeur.
Ces appareils ont une grande autonomie (3 à 4 heures) mais restent limités, en ce qui concerne la profondeur, par le danger de l'hyperoxie, puisque l'oxygène devient toxique au-delà d'une pression partielle de 1,7 bar, soit une profondeur de 7 m. Il faut veiller également à ne jamais laisser entrer d'eau par l'embout car la chaux sodée mouillée n'absorbera plus correctement le gaz carbonique.
Mouillée à de l'eau de mer, la chaux sodée peut même provoquer des brûlures. En opération, en cas d'entrée accidentelle d'eau, il n'y a qu'une solution, il faut boire la tasse.

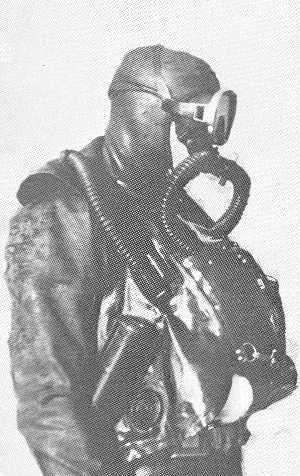
Nageur de combat français équipé d'un appareil respiratoire à circuit fermé Oxygers 57 (1957).
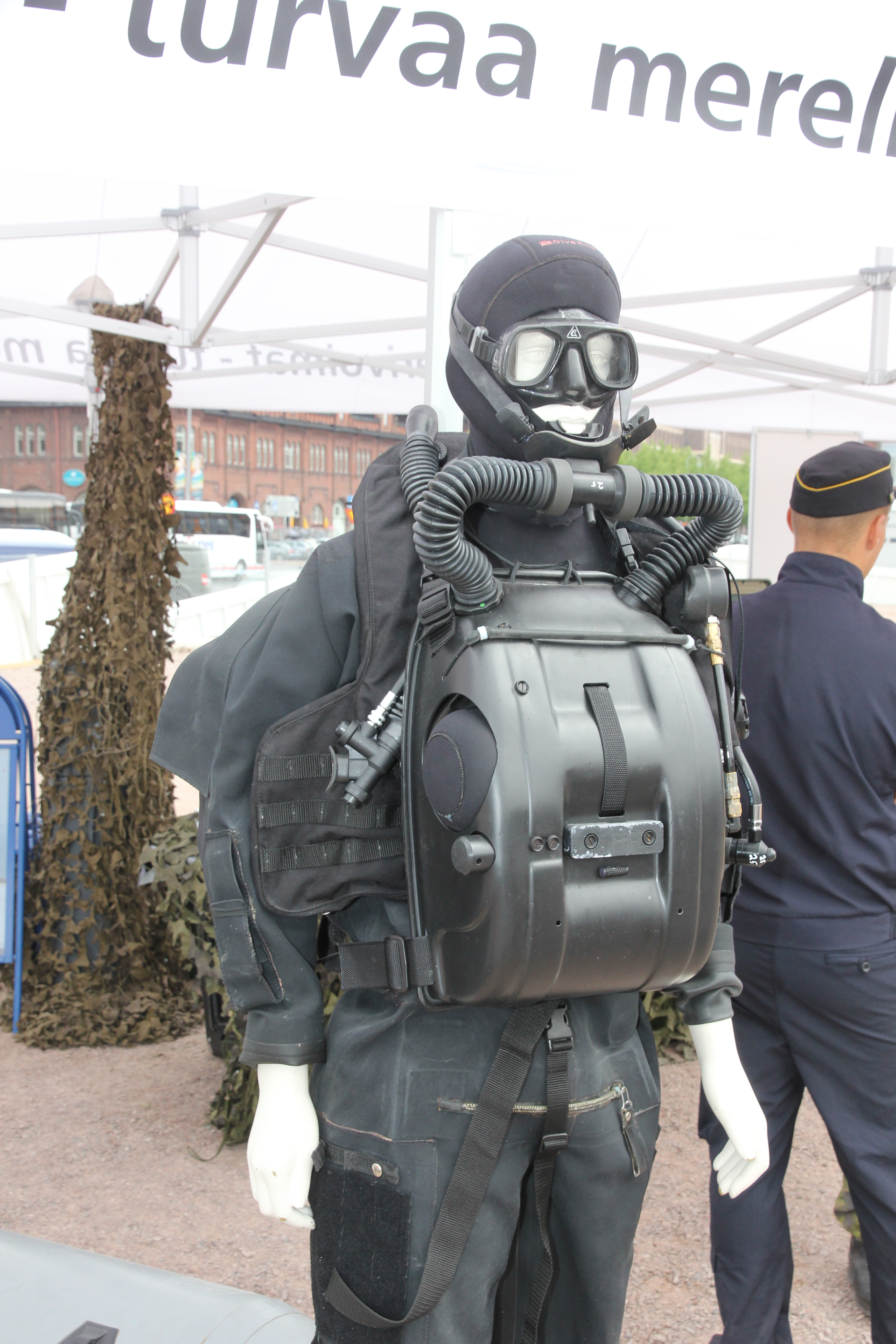
Tenue de plongée finlandaise moderne avec recycleur (2012).
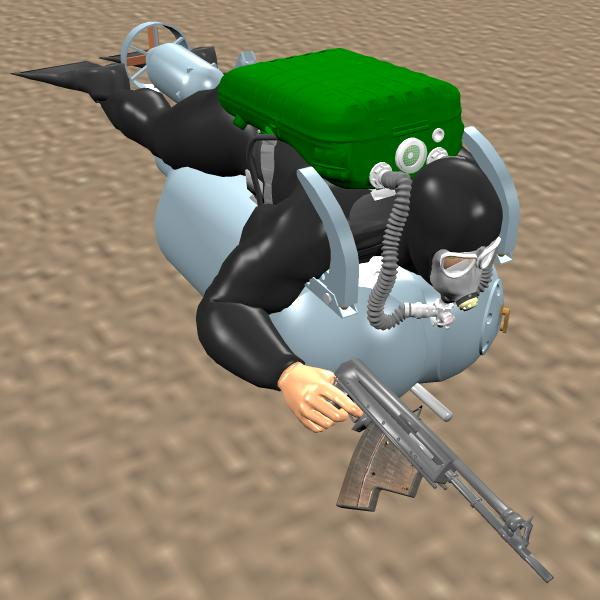
Représentation d'un nageur de combat russe contemporain ; Système de respiration IDA71, engin de propulsion individuelle Protei 5, fusil d'assaut sous-marin APS.
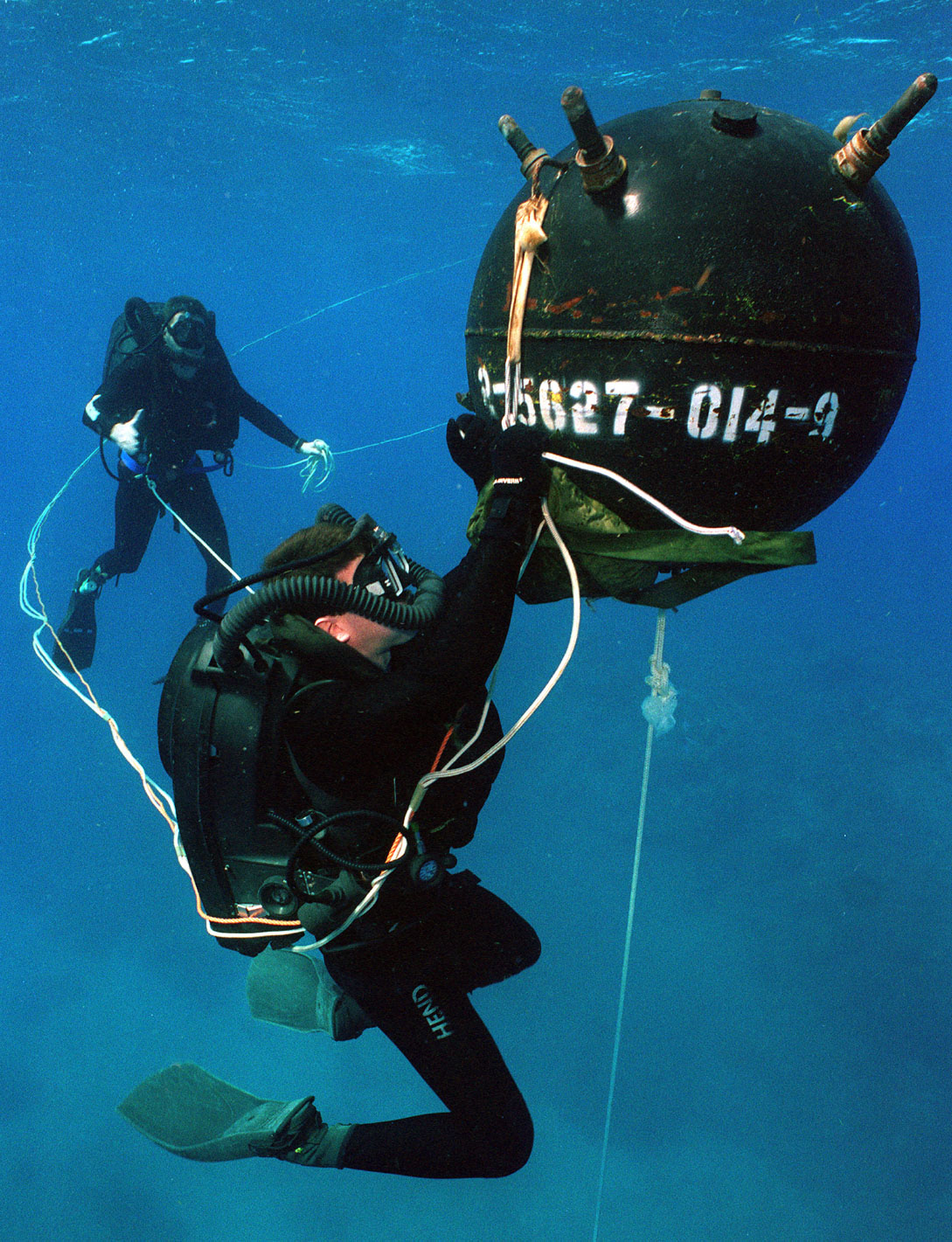
Plongeur de l'US Navy désamorçant une mine flottante MK17.

### Planchette de navigation
Il s'agit d'un petit rectangle en matériau amagnétique, d'une quinzaine de centimètres de long, sur lequel sont fixés une boussole et un profondimètre. La planchette est tenue en main, à hauteur des yeux, par le nageur de tête.

### Propulseur de plongée

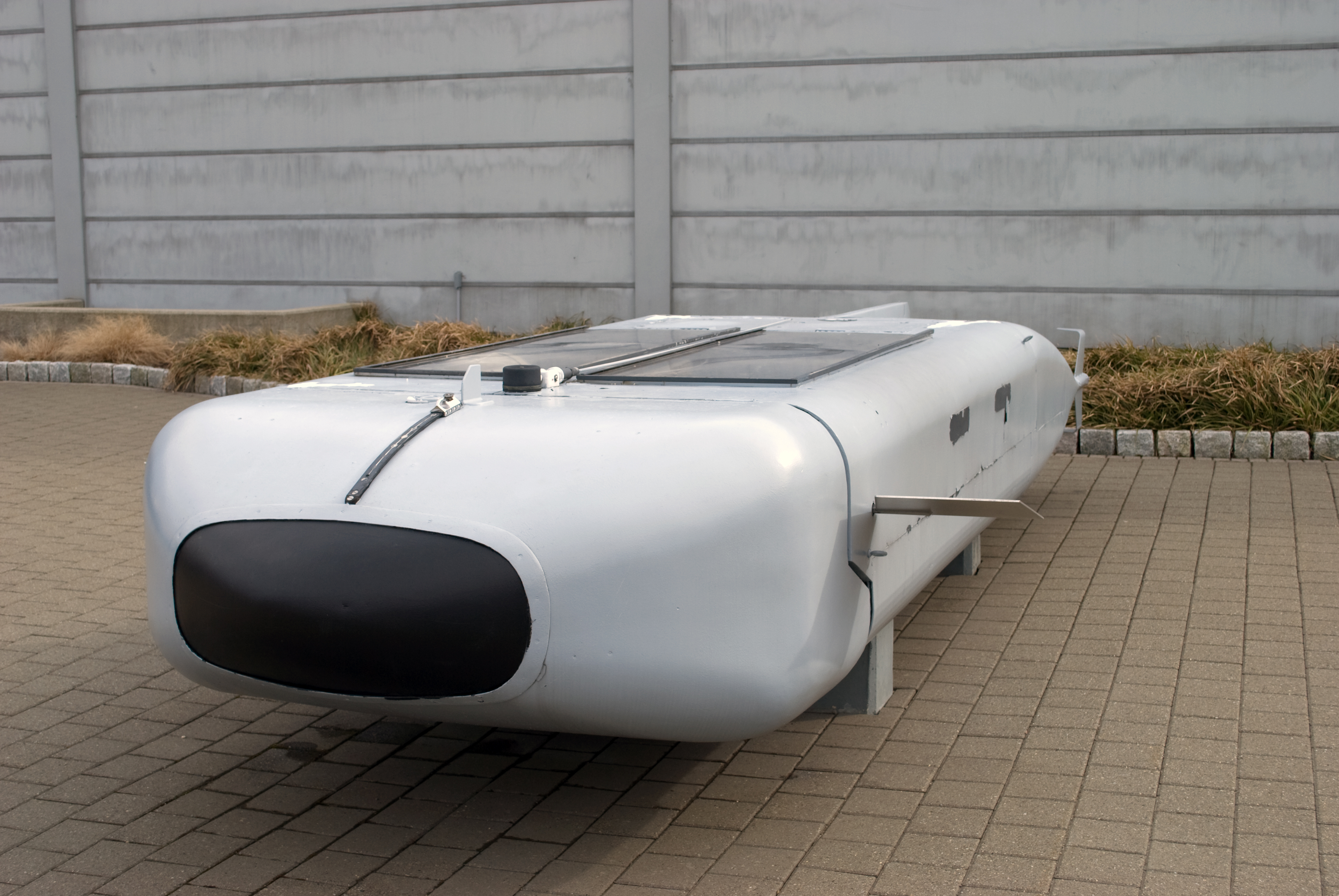
Un modèle de propulseur de plongée américain, le SEAL Delivery Vehicle Mk 9, exposé en 2008.

Le propulseur de plongée est au départ d'un long cylindre ressemblant à une torpille. Il transporte généralement deux nageurs de combat assis à califourchon l'un derrière l'autre ainsi que leur matériel et la ou les charges explosives prévues.
Le premier engin de ce type fut inventé par les Italiens en 1918 (Mignata), qu'ils améliorèrent en 1936. Les Britanniques développèrent par la suite un engin similaire copié sur un modèle italien qu'ils avaient pu capturer.
Le commando Hubert a utilisé plusieurs générations de ces engins, appelés propulseurs sous-marins (PSM) : le Vostock, puis le Vostock-NG, à partir des sous-marins de classe Agosta. Le retrait de ces sous-marins laisse la marine française sans bâtiments-mères pour PSM à partir de 2001. Le sous-marins nucléaires classe Suffren devraient embarquer le PSM3G (propulseur sous-marins de 3e génération). Les nageurs de combat des services secrets français, quant à eux, ont utilisé des PSM de modèles développés spécifiquement pour eux.
Les SEAL américains appellent leurs propulseurs SDV (SEAL Delivery Vehicle (en)) dont il existe plusieurs modèles. Le SDV Mk 9 présentait la particularité de pouvoir emporter et tirer deux torpilles Mark 37.
En ce qui concerne leur utilisation en opérations réelles, des SDV Mk 7 Mod 6 furent mis en œuvre pendant la guerre du Viêt Nam à partir des sous-marins USS Tunny (LPSS-282) puis USS Grayback (LPSS-574) de 1969 à 1971, notamment pour des reconnaissances hydrographiques. Un reportage concernant les opérations du détachement de l'UDT-13 à bord du Tunny en mai 1969 précise que ces reconnaissances, bien que classées secrètes, n'étaient pas faites au nord de la zone démilitarisée entre les deux Viêt Nam. En juin 1972, les SDV du Grayback furent utilisés dans l'opération Thunderhead (en) qui visait à assister des prisonniers américains qui prévoyaient de s'évader de Hanoï et de descendre le fleuve Rouge. Un SDV fut utilisé pour tenter d'infiltrer deux SEAL dont la mission était d'établir un poste d'observation sur une île au large de l'embouchure du fleuve. L'opération sera un échec, d'une part les prisonniers annulèrent leur plan, d'autre part deux SDV furent perdus par erreur d'estimation des courants et erreur d'équilibrage, et un officier SEAL se tua lors d'un saut à l'eau depuis un hélicoptère.
Une section du Swimmer Delivery Vehicle Team 1 (SDVT-1) fut déployée pendant la guerre du Golfe en 1990-1991 avec au moins un SDV Mk 8 Mod 0. Entre le 30 janvier 1991 et le 15 février 1991, six missions de recherche de mines furent effectuées en SDV dans le nord du golfe Persique à partir de la barge koweïtienne Sawahil, l'équipage utilisant divers sonars pour détecter des mines à orins. Les zones fouillées couvraient 70 km2. Les SEAL n'y détectèrent aucune mine. Lors de l'invasion de l'Irak en 2003, les deux complexes pétroliers irakiens dits MABOT (Mina Al Bakr Oil Terminal) et KAAOT (Khor Al Amaya Oil Terminal) furent reconnus par des SEAL arrivés en SDV Mk 8 Mod 1 dans les jours précédant leur assaut par les forces spéciales américaines et polonaises le 20 mars 2003. En novembre-décembre 2003, des SEAL auraient placé des capteurs autonomes camouflés sur une douzaine d'objectifs sur les côtes somaliennes en étant infiltrés par SDV opérant à partir du sous-marin USS Dallas (SSN-700).

### Kayak
Pour s'infiltrer sur des distances de 10 à 30 km, de manière discrète et silencieuse, les nageurs de combat utilisent souvent des kayaks. Ces bateaux sont très manœuvrables et leur profil donne un rapport énergie/propulsion favorable.
Ils ont été utilisés notamment lors de l'opération Frankton à Bordeaux.
Les nageurs de combat britanniques du SBS : Special Boat Service utilisent un kayak Klepper biplace démontable de 5,20 m.

### Canot pneumatique
Le Gemini est le canot pneumatique utilisé par les Special Boat Service (SBS) du (Royaume-Uni).
Les SEAL (États-Unis) ont beaucoup utilisé l'IBS (Inflatable boat small) pendant la guerre du Viêt Nam. Ce petit bateau léger mais très solide permettait de transporter sept hommes avec leur équipement ; une plaque arrière permettait la fixation éventuelle d'un petit moteur hors bord de 7,5 ch.
Le Zodiac est aussi utilisé par le Special Boat Service et d’autres unités. Il peut être mis en œuvre à partir d'un sous-marin en surface.

### Mines-ventouses
Il s'agit de mines que l'on place sur la coque des navires.
La plus célèbre est la mine magnétique « limpet ». Cette charge explosive est munie d'aimants et d'un système de retardement. La charge est aussi munie d'un système anti-enlèvement provoquant l'explosion immédiate si la mine est arrachée soit par des plongeurs ennemis, soit par l'explosion d'autres charges. Les « limpets » utilisés par les Britanniques pendant la Seconde Guerre mondiale ne contenaient que 4 kg d'explosif mais, placés à 1,5 mètre sous la ligne de flottaison, ils provoquaient un trou de presque un mètre de diamètre dans le flanc d'un navire.
Afin que les navires coulés ne puissent être renfloués, on utilisait parfois des mines à retardement. Elles étaient munies d'une petite hélice qui sous l'effet du courant se dévissait lorsque le navire naviguait et activait ainsi la mise à feu. Le navire coulait alors en haute-mer et non à quai et était donc irrécupérable.

### Armes silencieuses
- Pistolet mitrailleur équipé de silencieux.
- Pistolet électrique HK P11 à fléchettes.

## Unités actuelles de nageurs de combat

### Algérie

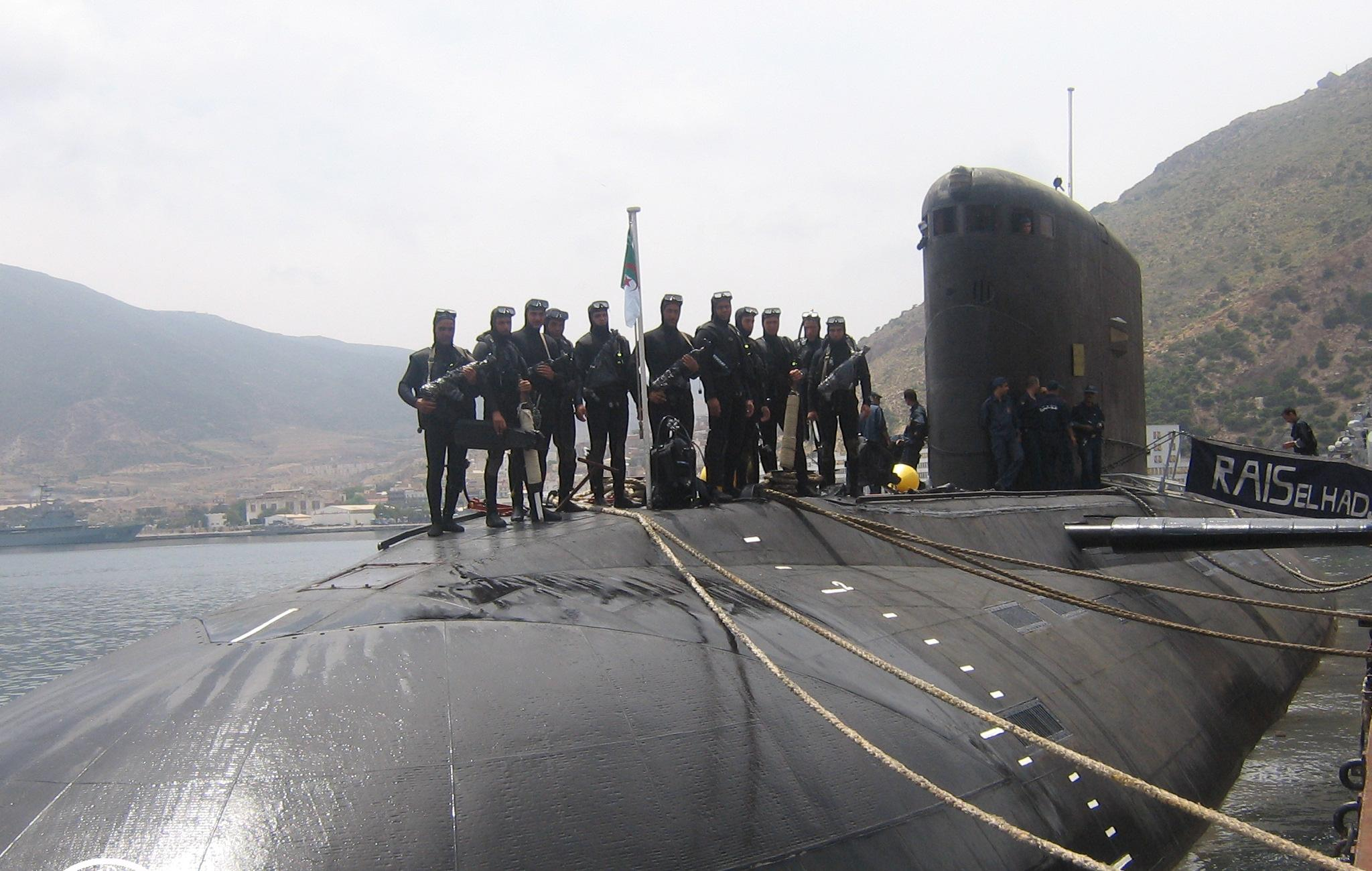
Les nageurs de combat du régiment d'action spéciale de la marine (RASM) des forces navales algériennes sur le sous-marin Rais El Hadj Mubarek.

En Algérie les nageurs de combat appartiennent principalement aux unités des Forces spéciales algériennes.
Le régiment d'action spécial de la marine (RASM) est un régiment de forces spéciales appartenant aux forces navales algériennes, ce régiment possède des commandos de marine et des nageurs de combat.
Le 116e Régiment de manœuvre opérationnelle (116e RMO) est un régiment de forces spéciales appartenant aux Forces terrestres algériennes, ce régiment possède entre autres des groupes de plongeurs de combat notamment pour les opérations en milieu aquatique.
Le Détachement spécial d'intervention (DSI) de la Gendarmerie nationale algérienne possède des plongeurs de combat, et le Régiment spécial d'intervention (RSI) de la Garde républicaine algérienne en possède également des plongeurs de combat.

### Danemark
Frømandskorpset (da), unité « d'hommes-grenouilles ».

### États-Unis

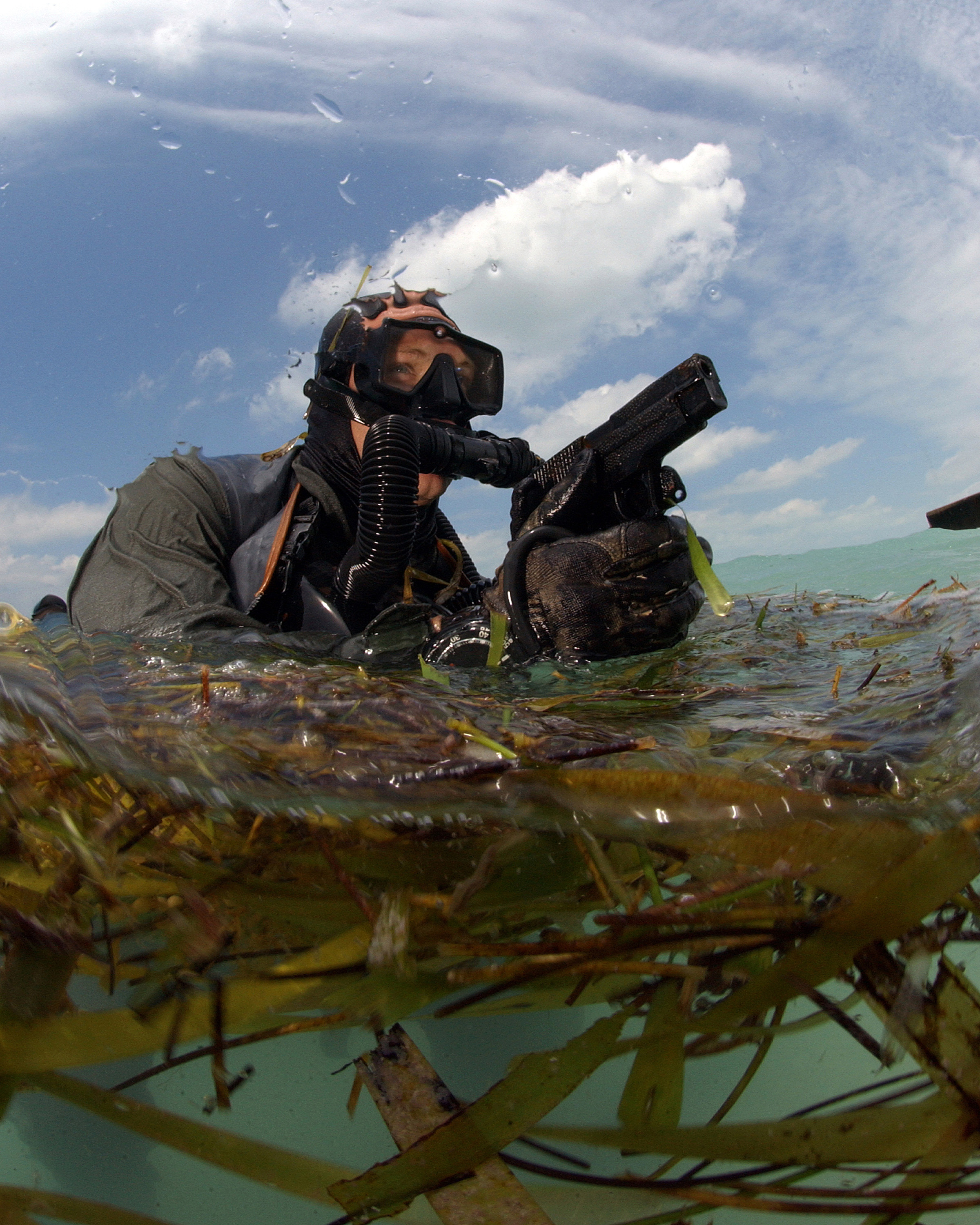
Un plongeur des SEAL fait surface avec son arme dégainée durant un exercice.

Les nageurs de combat de la Navy américaine sont les SEAL (nommés ainsi pour « Sea, Air, and Land », les trois milieux où ils doivent être capables d'opérer). Les SEAL, créés en janvier 1962, ont notamment été engagés dans le delta du Mékong pendant la guerre du Viêt Nam.

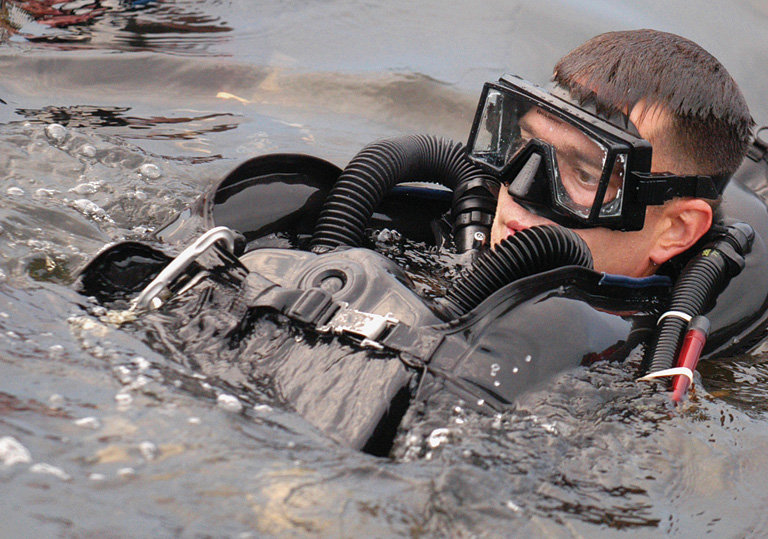
Plongeur du 2e bataillon de reconnaissance de l'United States Marine Corps Reconnaissance Battalions (en) plongeant avec le recycleur Draeger LAR V (2009).
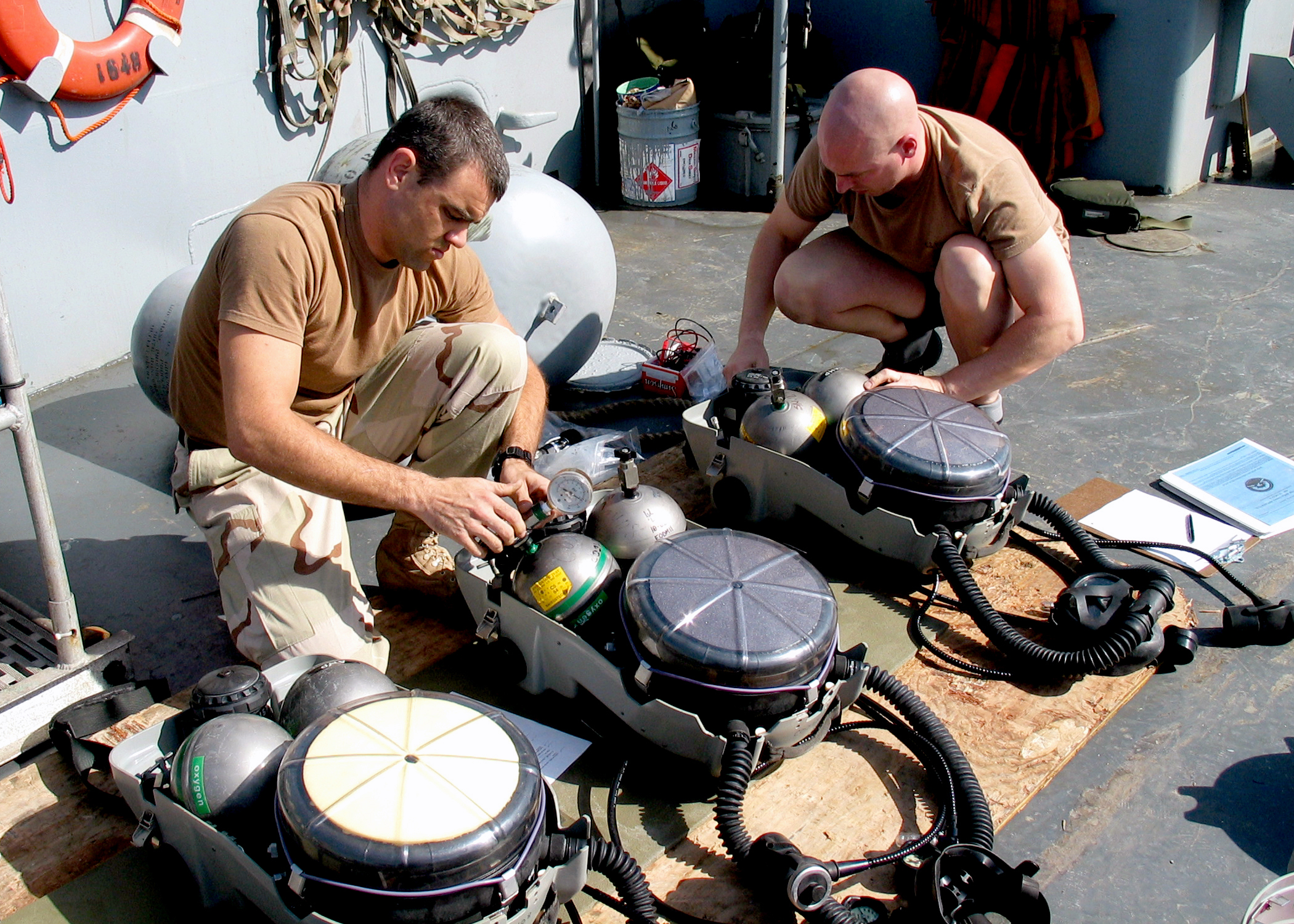
Des militaires de l'US Navy appartenant à l'Explosive Ordnance Disposal Mobile Unit Two (EODMU-2) vérifiant leur équipement de plongée (Golfe Persique, 2003).
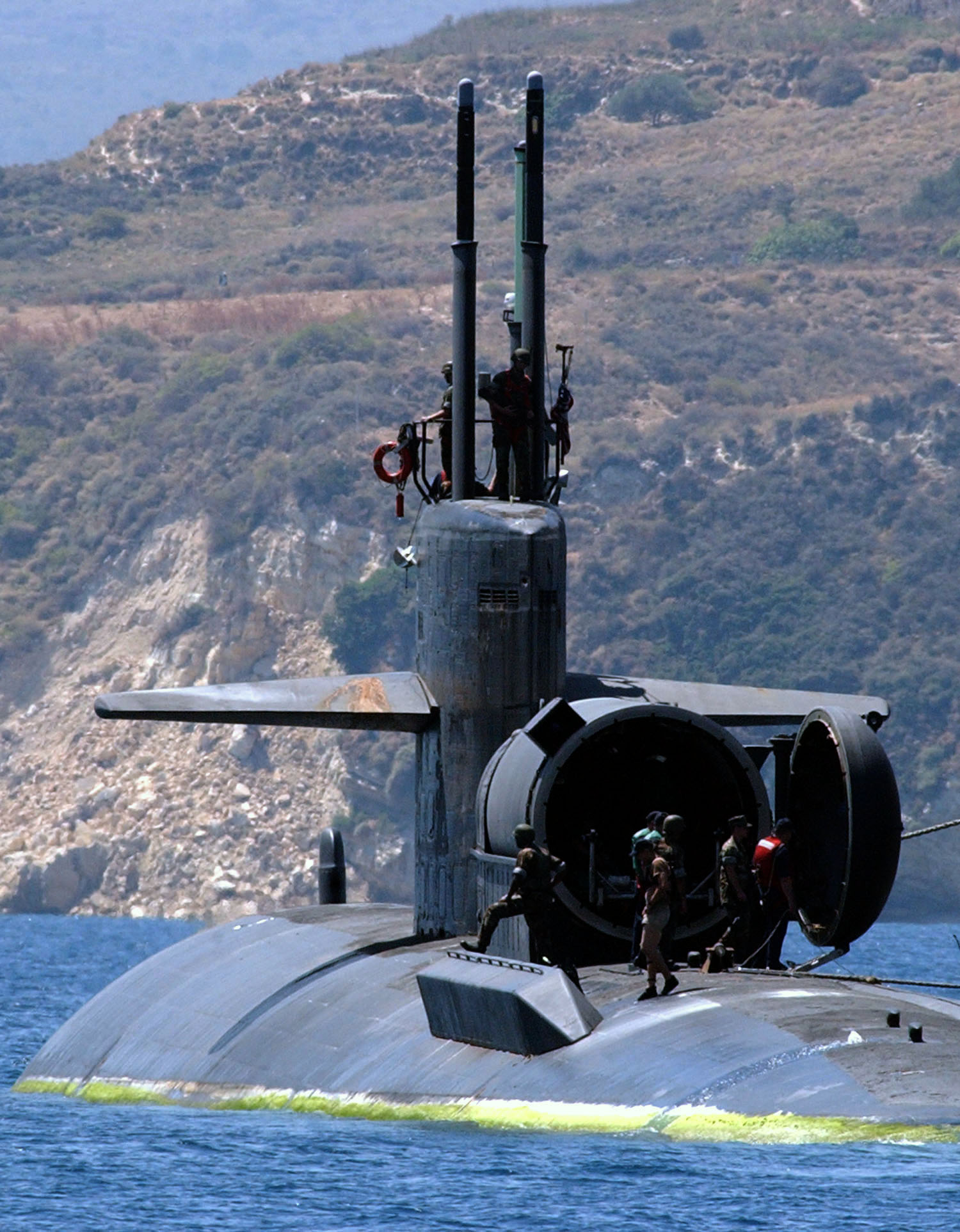
Valise sèche (ou dry deck shelter) pour l'entrée et la sortie de plongeurs sous l'eau, visible sur le sous-marin USS Dallas (SSN 700) en 2009.
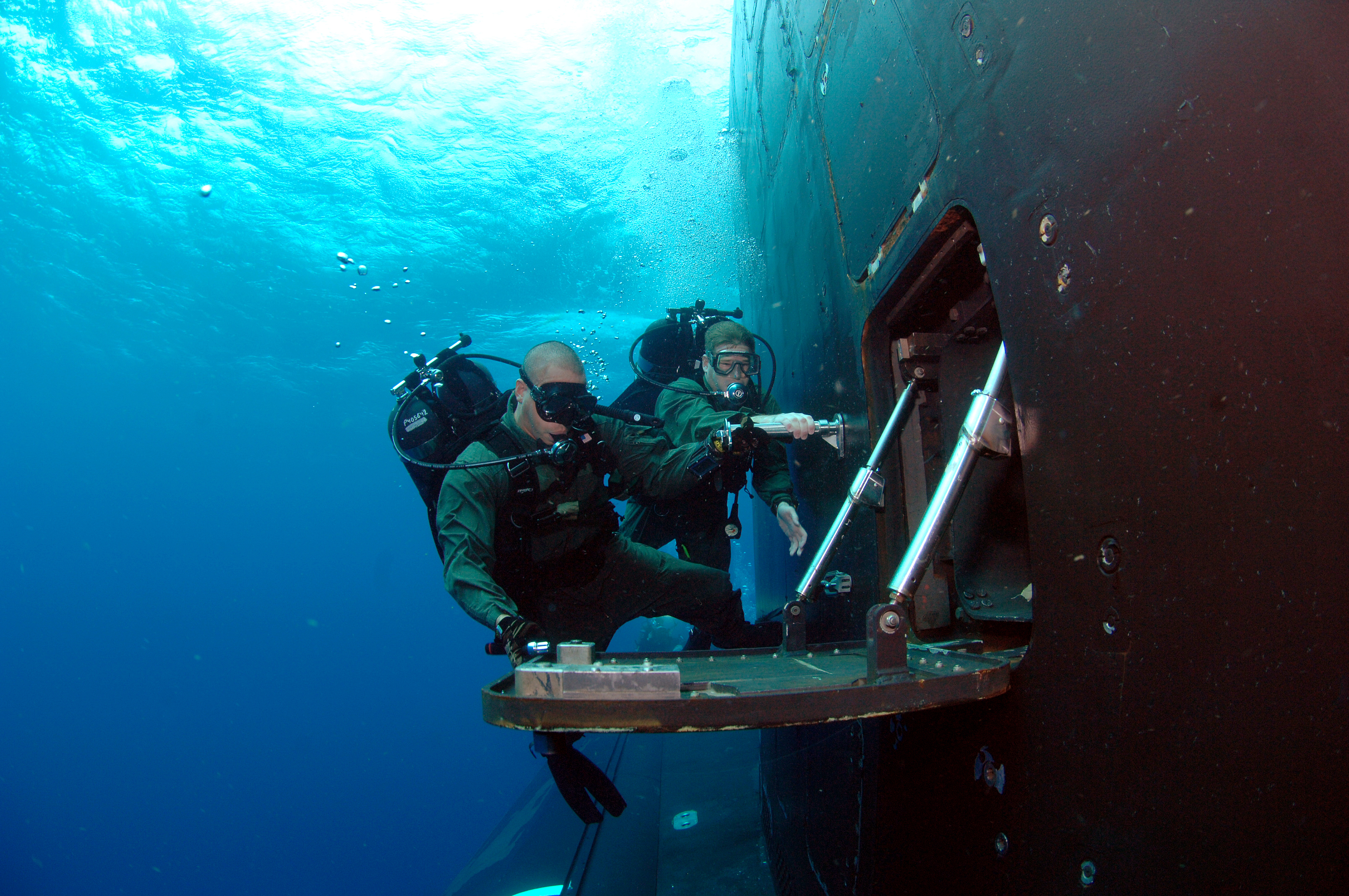
Sas de plongée dans un sous-marin nucléaire américain, pour les SEAL, 2007.

### France
Les nageurs de combat français font partie des commandos marine, spécifiquement le commando Hubert. Le service Action de la Direction générale de la Sécurité extérieure (DGSE) possède également des nageurs de combat qui sont formés avec leurs homologues marins (cours nageur). Le recrutement de la composante mer du SA (Centre parachutiste d'entraînement aux opérations maritimes) n'est ouvert qu'aux militaires issus de l'Armée de terre.
En dehors des nageurs de combat, l'Armée de terre et la Gendarmerie nationale française disposent également de plongeurs de combat du génie, ayant suivi une formation à l'école du génie (EG), qui leur permet de plonger avec des équipements de plongée identiques. La formation des PCG se déroule pour partie au sein de l'école de plongée de la Marine nationale, pour leur formation initiale à Saint-Mandrier dans le cadre du stage de plongeur de bord et pour une autre partie, spécifique au génie, à l'École du génie (EG) d'Angers. Ils n'évoluent que dans les milieux d'eau douces : lacs, fleuves et rivières, étangs, réseaux souterrains inondés, etc.
On les trouve ainsi au sein de la Force d'Intervention et de la Force Observation Recherche du Groupe d'intervention de la Gendarmerie nationale (GIGN) ainsi que dans des régiments aux capacités « spéciales » tels le 1er RPIMa (action commando), le 13e RDP, ou de régiments conventionnels tels que le 2e REP, 2e REG, le 17e RGP ou le 2e régiment de hussards. La plupart du temps ils sont répertoriés comme « plongeurs offensifs » pouvant mener des missions d'assaut, de sabotage, de renseignement, de reconnaissance de berges, etc.
Les plongeurs du Génie disposent en outre de capacités de travaux sous-marins et d'appuis de sécurité à des troupes conventionnelles, leur désignation militaire dans ces cas là est PCG IO, plongeur de combat du génie Intervention offensive, anciennement appelé « PAF » pour « plongeur d'aide au franchissement » à l'époque où les véhicules militaires franchissaient les cours d'eau.
Les PAF deviendront les SAF (spécialistes d'aide au franchissement) et comprendront des appelés du contingent. Leur formation se déroulait à l'école de plongée de l'Armée de terre située au 4e régiment du génie, près de Lyon. Les plongeurs étaient affectés, après leur formation, dans des unités du génie et de la cavalerie blindée dans lesquelles ils assuraient la formation des équipages et leur sécurité lors des franchissements de coupures d'eau.
Leurs zones opérationnelles concernent les cours d'eau intérieurs (lacs, rivières, carrières, puits, réseaux urbains , etc.) et les façades maritimes (ports, etc.).

### Inde
Depuis 1987, la marine indienne dispose d'une unité de nageurs de combat MARCOS, sur le modèle des SEAL et des commandos des Royal Marines.

### Royaume-Uni
Depuis 1975, l'unité regroupant les nageurs de combat britanniques s'appelle SBS (Special Boat Service). Des éléments de cette unité ont été mis en œuvre lors de la guerre des Falklands pour localiser les positions ennemies sur les Malouines et en Géorgie du Sud.
À l'issue de leur formation, les candidats pour les SBS, qui proviennent exclusivement des Royal Marines, obtiennent le brevet SC3.

## Défense contre les plongeurs
La défense contre les incursions de plongeurs ou nageurs sont des méthodes de sécurité développées pour protéger les embarcations, port et installations, ainsi que d'autres ressources sensibles dans ou à proximité des voies navigables vulnérables contre les menaces ou intrusions potentielles par nageur ou plongeur de combat.